# La Montagne ensorcelée (film, 1975)
Cet article concerne le film de 1975. Pour le film de 2009, voir La Montagne ensorcelée (film, 2009).
Pour les articles homonymes, voir La Montagne ensorcelée.
Série
Les Visiteurs d'un autre monde
(1978)
Pour plus de détails, voir Fiche technique et Distribution.
La Montagne ensorcelée (Escape to Witch Mountain) est un film fantastique américain réalisé par John Hough, sorti en 1975.

## Synopsis
Deux mystérieux jeunes jumeaux orphelins aux pouvoirs extraordinaires sont poursuivis par un malveillant milliardaire. Heureusement, pour eux, un veuf va les aider. Mais qui sont-ils, ces enfants ? Et où veulent-ils appeler leur monde ?

## Fiche technique
Sauf mention contraire, les informations proviennent des sources suivantes : Leonard Maltin, Dave Smith, Mark Arnold, IMDb et Allociné
- Titre original : Escape to Witch Mountain
- Titre français et québécois : La Montagne ensorcelée
- Réalisation : John Hough, assisté de Fred Brost et de Jerry Ballew
- Scénario : Robert Malcolm Young, d'après le roman Escape to Witch Mountain d'Alexander Key (1968)
- Musique : Johnny Mandel
- Direction artistique : John B. Mansbridge et Al Roelofs
- Décors : Hal Gausman
- Costumes : Chuck Keehne et Emily Sundby
- Photographie : Frank V. Phillips
- Son : Frank Regula et Herb Taylor
- Montage : Robert Stafford
- Production : Jerome Courtland
  - Production déléguée : Ron W. Miller
- Société de production : Walt Disney Productions
- Société de distribution : Buena Vista Distribution Company (États-Unis)
- Budget : n/a[6]
- Pays de production :  États-Unis
- Langue originale : anglais
- Format : couleur (Technicolor) — 35 mm — 1,75:1 — son Mono (RCA Photophone Sound Recording)
- Genre : aventure fantastique
- Durée : 97 minutes
- Dates de sortie[7] :
  - États-Unis : 21 mars 1975
  - France : 28 janvier 1976[8]
- Classification :
  - États-Unis : tous publics (G - General Audiences)
  - France : tous publics[8]
  - Québec : tous publics (G - General Rating)

## Distribution
- Eddie Albert (VF : René Arrieu) : Jason O'Day
- Ray Milland (VF : Jean Davy) : Aristotle Bolt
- Donald Pleasence (VF : Philippe Dumat) : Lucas Deranian
- Kim Richards (VF : Séverine Morisot) : Tia Malone
- Ike Eisenmann (VF : Christophe Bruno) : Tony Malone
- Walter Barnes (en) (VF : Jacques Dynam) : le shérif Purdey
- Reta Shaw (VF : Marie Francey) : Mme Grindley
- Denver Pyle (VF : André Valmy) : Oncle Bené
- Alfred Ryder (VF : Sady Rebbot) : l'astrologue
- Lawrence Montaigne : Ubermann
- Terry Wilson (VF : Jean Lagache) : Biff Jenkins
- George Chandler (VF : Jean Violette) : l'épicier
- Dermott Downs (en) : le camionneur
- Shepherd Sanders : le gourou
- Don Brodie (VF : Jean Violette) : Gasoline Attendant.
- Paul Sorenson : Sergeant Foss.
- Alfred Rossi : Police officer.
- Tiger Joe Marsh (VF : Henry Djanik) : Lorko, garde de Mr. Bolt
- Harry Holcombe : Captain Malone.
- Sam Edwards : Mate.
- Dan Seymour : Psychic.
- Eugene Daniels (VF : Daniel Gall) : Cort.
- Al Dunlap (VF : Jean-Pierre Dorat) : Deputy.
- Rex Holman, Tony Giorgio : Hunters.
- Kyle Richards : young Tia Malone

Source : Leonard Maltin, Dave Smith, Mark Arnold, IMDb, Nouveau Forum Doublage Francophone

## Sorties cinéma
Sauf mention contraire, les informations suivantes sont issues de l'Internet Movie Database
- Irlande : 21 mars 1975
- États-Unis : 21 mars 1975
- Royaume-Uni : 23 mars 1975
- Australie : 21 août 1975
- Hong Kong : 11 décembre 1975
- Allemagne de l'Ouest : 29 janvier 1976
- France : 4 février 1976
- Italie : 6 février 1976
- Suède : 16 février 1976
- Finlande : 27 février 1976
- Espagne : 1er avril 1976
- Pays-Bas : 1er juillet 1976
- Brésil : janvier 1977
- Japon : 29 avril 1977
- Uruguay : 15 septembre 1977 (Montevideo)
- Mexique : 22 décembre 1977
- Argentine : 20 avril 1979
- Portugal : 21 septembre 1979 (Porto)

## Sorties vidéo
- En Grèce, le film La Montagne ensorcelée de 1975 est sorti en DVD le 25 mai 2009[7].
- En France, le film est sorti en DVD le 16 septembre 2009[10], puis en VOD sur Disney+ le 24 mars 2020[5].
- Au Canada, le film est sorti le 12 novembre 2009 sur internet[7].

## Production

### Genèse et développement
Le réalisateur John Hough a été engagé par Walt Disney Productions pour dynamiser les films du studio. Lors de son entretien avec le studio il avait évoqué son expérience des films super-naturels et c'est pour cette raison que le film La Montagne ensorcelée lui a été confié. Mais son intention initiale était de faire des films pour la jeunesse. Il explique qu'en 1974, Walt Disney Productions fonctionnait comme Walt Disney le faisait, le Disney qu'on avait l'habitude d'avoir, les employés portaient des costumes et tout était réalisé en interne, planifié dans les moindres détails, sans improvisation. Pour le film, il utilise des angles de caméras différents et des flashbacks, techniques peu pratiquées chez Disney auparavant.
L'un des premiers scripts du film est daté du 9 avril 1974. De nombreux phénomènes d'OVNIs ont inspiré le film comme le révèle Kim Richards  dans un documentaire DVD. Le film reprend le livre d'Alexander Key (en), publié en 1968. L'acteur britannique Eddie Albert avait déjà travaillé pour Disney en 1963 pour Le Grand Retour.

### Attribution des rôles
Le rôle de Tia Malone était destiné à Jodie Foster qui, alors une petite protégée du studio Disney, avait déjà signé un autre film,. Cette dernière avait finalement été remplacée par Kim Richards,. Kyle Richards la jeune sœur de Kim est également présente dans le film au travers des flash-backs montrant le personnage de Tia jeune. Ike Eisenmann explique que les acteurs sont plus jeunes dans le film que dans le livre d'Alexander Key mais pour le second opus, l'âge coïncide. Eisenmann a appris à jouer de l'harmonica pour le film mais il a découvert que le son a été remplacé au montage. La boîte étoilée de Tia est toujours conservée aux Walt Disney Archives.

### Tournage
Le tournage a lieu au Carmel Valley Village, sur la côte de Big Sur et Pebble Beach dans le comté de Monterey en Californie. Les scènes de l'orphelinat ont été filmées à Palo Alto dans le comté de Santa Clara et le manoir à Carmel,. Tandis que les scènes avec Kim Richards et les marionnettes ont été réalisées en plateau aux studios de Disney. Dans le film le personnage de Jason O'Day se plaint des prix de l'essence à lépqoue en 1975, qu'il faut 10 $ pour remplir le réservoir du camping-car, ce que Mark Arnold trouve risible. Jason est aussi un prêtre dans le livre mais la plupart des autres éléments sont assez proche de l'ouvrage. Toutes les scènes avec des animaux ont été réalisées avec un dresseur à côté des acteurs.
Bien que semblant désormais primitifs, les effets spéciaux du film démontrent l'avance technologique d'alors des Studios Disney, deux ans avant la sortie de La Guerre des étoiles (1977). Les effets spéciaux ont été réalisés avec des objets physiques et des techniques optiques, comme le révèle l'artiste d'effets spéciaux Danny Lee. Pour Eissinman, l'un des trucages les plus difficiles a été de sauter haut dans les airs pour attraper une balle au vol, mais la scène n'a nécessité qu'une seule prise. Lorsque Eissinman a attrapé la batte de baseball volante, elle l'a percuté à l'œil et lui a causé un œil au beurre noir, stoppant le tournage pour al journée, scène présente dans le film. La soucoupe volante est bien entendu une maquette devant un décor en en carton et contre-plaqué et la scène où Tony joue de l'harmonica a été réalisé avec des filins et des aimants. Selon Arnold, les effets spéciaux du film sont comparables à certains effets numériques des années 2000, et ont été testés plusieurs mois avant le tournage. Harrison Ellenshaw explique dans un documentaire que lui et son père Peter Ellenshaw ont conçu de nombreux effets spéciaux grâce au matte painting, technique utilisée jusqu'à Dick Tracy (1990), après quoi le numérique prédomine. L'artiste d'effets numériques, Michael W. Curtis explique que l'usage du numérique a permis de tout corriger virtuellement en post-production.

## Sortie
John Hough se souvient que le succès de La Montagne ensorcelée a pris tout le monde chez Disney par surprise. Le film récolte 20 millions de dollars au box office, un succès important. Fort de cet énorme succès, la production engage à nouveau le réalisateur pour filmer la suite intitulée Les Visiteurs d'un autre monde (Return from Witch Mountain) sortie en 1978. Le court-métrage d'animation Le Rêve de Pluto (1940) a été ressorti avec le film, ce qui explique sa présence sur les DVD américains.
La sortie du film a été précédée d'une adaptation en bande dessinée dans le magazine Walt Disney Showcase publié en juin 1975.
Le film a été diffusé dans Disney's Wonderful World en février 1980, mais était initialement prévu pour l'année 1975-1976,. Le film est disponible en vidéocassette à la location à partir de mars 1980 grâce à un partenariat noué avec Fotomat.

## Remakes et suites
Mark Arnold mentionne de nombreuses suites et reprises. La première est la suite du film Les Visiteurs d'un autre monde (1978), puis  Beyond Witch Mountain, un téléfilm de 1982 qui était le pilote d'une série jamais réalisée.
Le film a fait l'objet une reprise pour la télévision en 1995 sous le titre Le Mystère de la montagne ensorcelée de Peter Rader avec Robert Vaughn, Elisabeth Moss et Erik von Detten.
Un projet de suite au film a émergé en 2003 avec Richards mais s'est transformé en un remake. En 2009, Walt Disney Productions recommandera une seconde fois pour le cinéma en reprenant le titre La Montagne ensorcelée (Race to Witch Mountain) sous la réalisation d'Andy Fickman aux côtés de Dwayne Johnson, AnnaSophia Robb et Alexander Ludwig,. Richards et Eissinmann y font des caméos.